# Stazione di Leggiuna
La stazione di Leggiuna era una fermata ferroviaria della ferrovia Biasca-Acquarossa in Svizzera, attiva dal 1911 al  29 settembre 1973.

## Descrizione
La fermata era a servizio della località omonima dell'allora comune di Malvaglia ed era costituita da un piccolo fabbricato viaggiatori in legno, poco dopo il ponte di Leggiuna, e da un solo binario per la circolazione dei treni. Ne rimangono poche tracce in quanto il binario è stato smantellato e la stazione demolita.